# Re:BLUE
Re:BLUE은 2013년 1월 14일 발매된 씨엔블루의 4번째 미니 앨범이다.

## Re:BLUE Special Limited Edition
Re:BLUE Special Limited Edition은 2013년 1월 31일 발매된 씨엔블루의 네 번째 미니앨범 ‘Re:BLUE’의 특별 한정판이다.

## 수록곡 (작사 / 작곡)
1. I’m sorry (정용화,한성호/ 정용화, 한승훈)
2. Coffee shop (정용화 / 정용화)
3. 나그대보다 (한성호, 김재양 / 이종현, 김재양)
4. 나란 남자 (정용화, 한성호 / 정용화, 한승훈)
5. 라라라 (정용화 / 정용화)
6. Where you are(Ver.Eng) (정용화 / 정용화)